# 1996 في أستراليا
فيما يلي قوائم الأحداث التي وقعت خلال عام 1996 في أستراليا.

## سياسة

### تعيين في المنصب
- 24 فبراير – لارا جيدينجز عضو مجلس النواب تسمانيا من الجمعية.
- 2 مارس – بريندان نيلسون عضو مجلس النواب الأسترالي.
- 2 مارس – كيت لوندي عضو مجلس الشيوخ الأسترالي [الإنجليزية]‏.
- 11 مارس – جون هوارد رئيس الوزراء الأسترالي.
- 1 يوليو – بوب بروان عضو مجلس الشيوخ الأسترالي [الإنجليزية]‏.
- 1 يوليو – لين أليسون عضو مجلس الشيوخ الأسترالي [الإنجليزية]‏.

### انتهاء فترة المنصب
- 29 يناير – ريمون ستيل هول عضو مجلس النواب الأسترالي.
- 2 مارس – سيلفيا سميث عضو مجلس النواب الأسترالي.
- 11 مارس – جون هوارد Leader of the Opposition (Australia) [الإنجليزية]‏.
- 11 مارس – كارمن لورنس وزير الخدمات الاجتماعية [الإنجليزية]‏.

## رياضة
- 10 مارس – جائزة أستراليا الكبرى 1996 الفائز دامون هيل.

## أفلام
من الأفلام التي صدرت هذه السنة في أستراليا:
- 1 يناير – الشبح من إخراج سايمون وينسير.
- 1 يناير – رصاصة من إخراج جوليان تمبل.
- 21 يناير – تألق من إخراج سكوت هيكس.

## مواليد

### يناير
- 3 يناير – برادلي موسلي لاعب كرة مضرب أسترالي.
- 6 يناير – كورتني إيتون

### أبريل
- 10 أبريل – تاناسي كوكيناكيس لاعب كرة مضرب أسترالي.
- 24 أبريل – أشلي بارتي لاعبة كرة مضرب أسترالية.
- 29 أبريل – كاثرين لانغفورد ممثلة أسترالية.

### يونيو
- 13 يونيو – كودي سميت-ماكفي ممثل أسترالي.

### يوليو
- 5 يوليو – أيدين هروستيتش لاعب كرة قدم أسترالي.
- 20 يوليو – بن سيمونز لاعب كرة سلة أسترالي.

## وفيات

### أبريل
- 24 أبريل – هيوبرت اوبرمان (مواليد 1904) دراج أسترالي.

### أغسطس
- 30 أغسطس – دونك غراي (مواليد 1906) درّاج طريق أسترالي.